# لورين جونسون
لورين جونسون (بالإنجليزية: Lauren Johnson)‏ هي منافسة ألعاب القوى أمريكية، ولدت في 4 مايو 1987.

## وصلات خارجية
- لورين جونسون على موقع الاتحاد الدولي لألعاب القوى (الإنجليزية)